# Amager Strand (metrostation)
Amager Strand is een bovengronds metrostation in de Deense hoofdstad Kopenhagen. Het station werd geopend op 28 september 2007 en wordt bediend door metrolijn M2. Het station is genoemd naar het strand in het nabijgelegen Amager Strandpark.

## Geschiedenis
Op 17 juli 1907 opende de Amagerbanen haar 12 km lange spoorlijn aan de oostkant van het eiland Amager tussen Amagerbro en Dragør. De reizigersdienst werd al op 1 april 1938 gestaakt, de goederendienst werd voortgezet tot 1991.  Het ontwerp uit 1995 voor de metro kende al een vertakking, lijn M2, ten behoeve van een toekomstige metrolijn naar het vliegveld. In het voorjaar van 2004 werd begonnen met het bouwen van de verlenging van de M2 als metro op het tracé van de voormalige Amagerbanen. 
Ten zuiden van de overweg van de Italiensvej werd het nieuwe station Amager Strand gebouwd, iets ten noorden van de vroegere halte Engvej  die ter hoogte van de volkstuinen lag. In plaats van de overweg werd een voetgangers en fietstunnel gebouwd, terwijl het autoverkeer een andere route moet nemen. De metrolijn M2 werd op 28 september 2007 geopend door Kroonprins Frederik. Aanvankelijk waren er geen perronhekken langs het perron, maar in 2015 werden die alsnog geplaatst. 

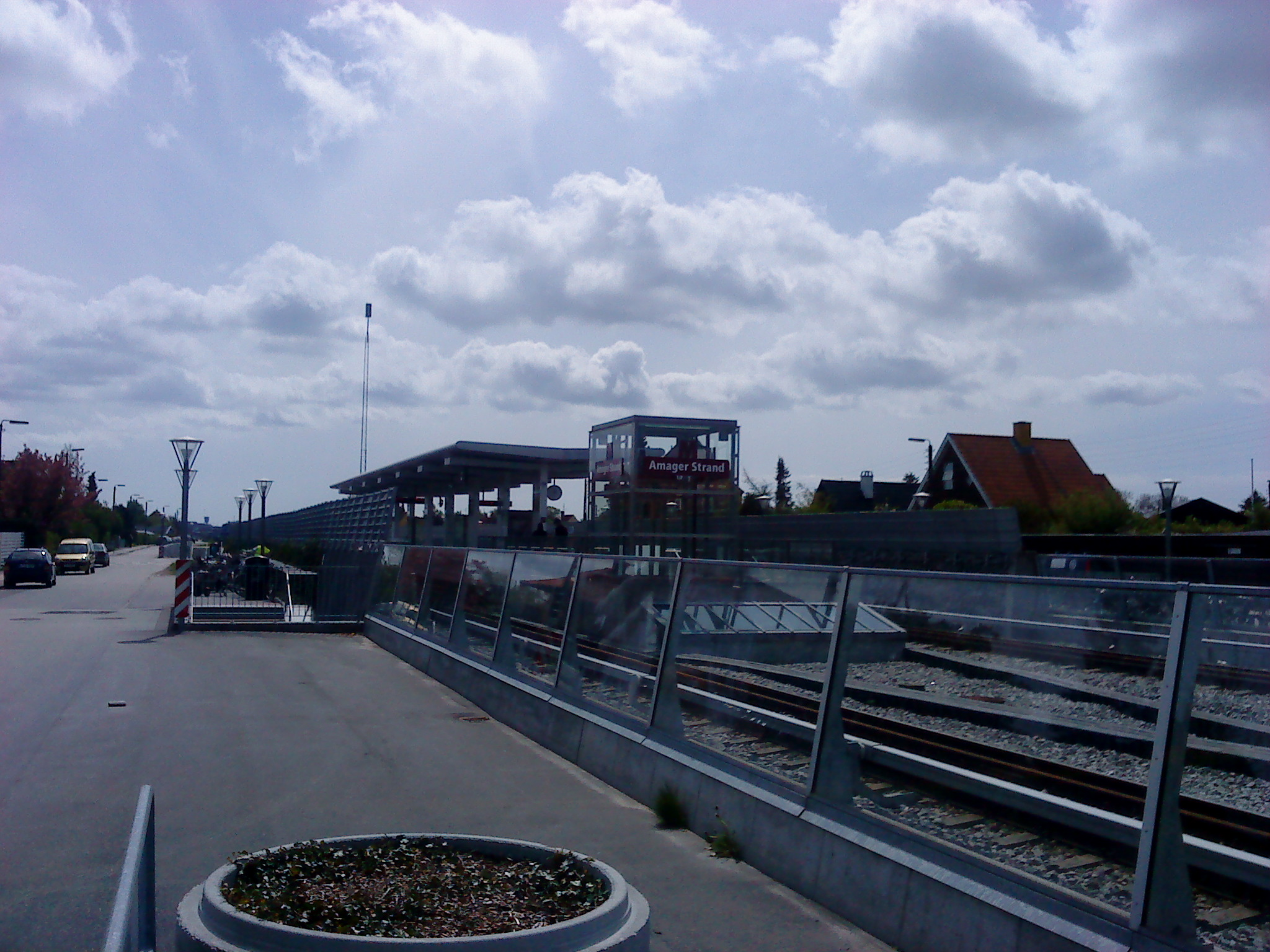
Het station gezien uit het noorden.
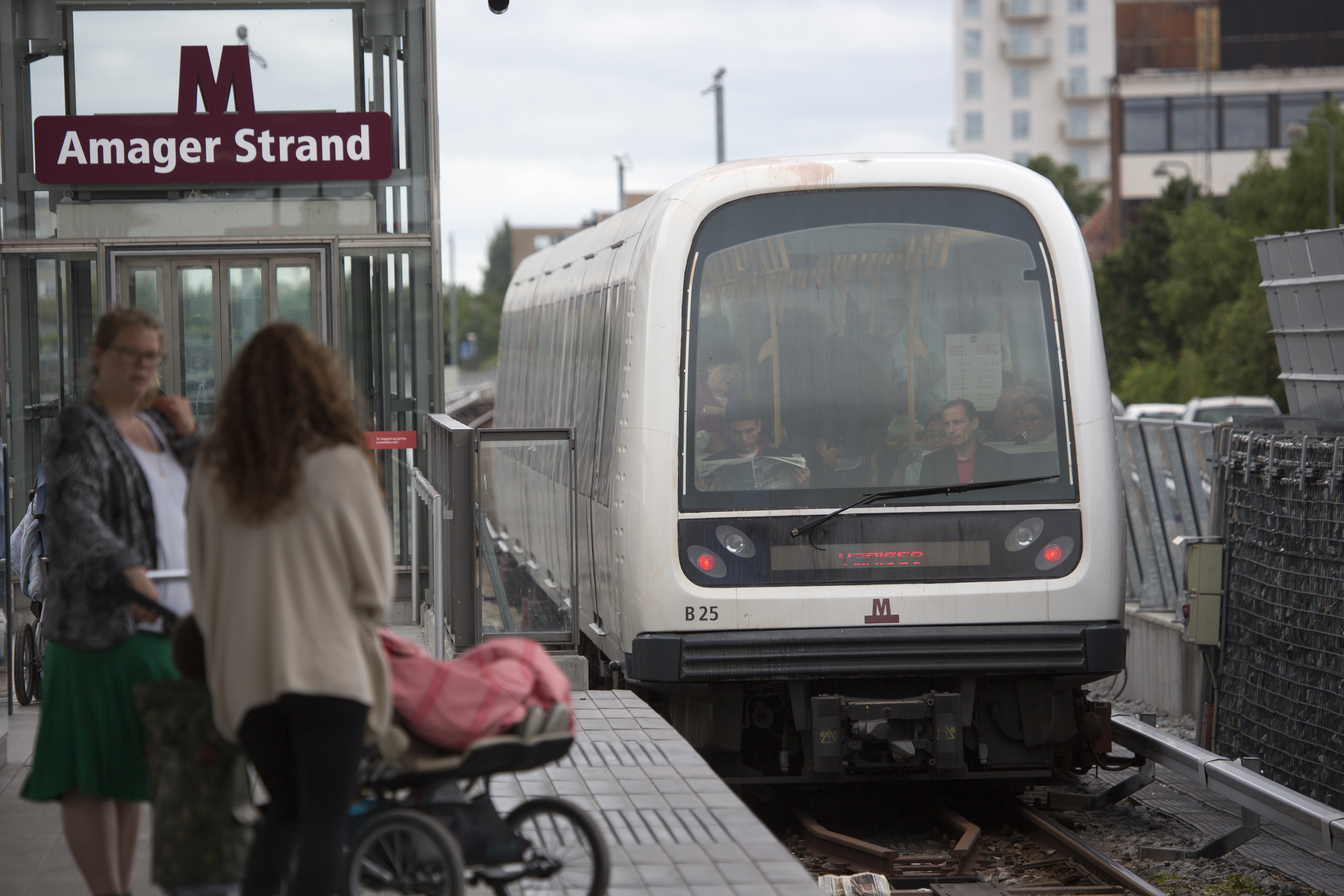
Vertrekt van een metro naar het noorden.
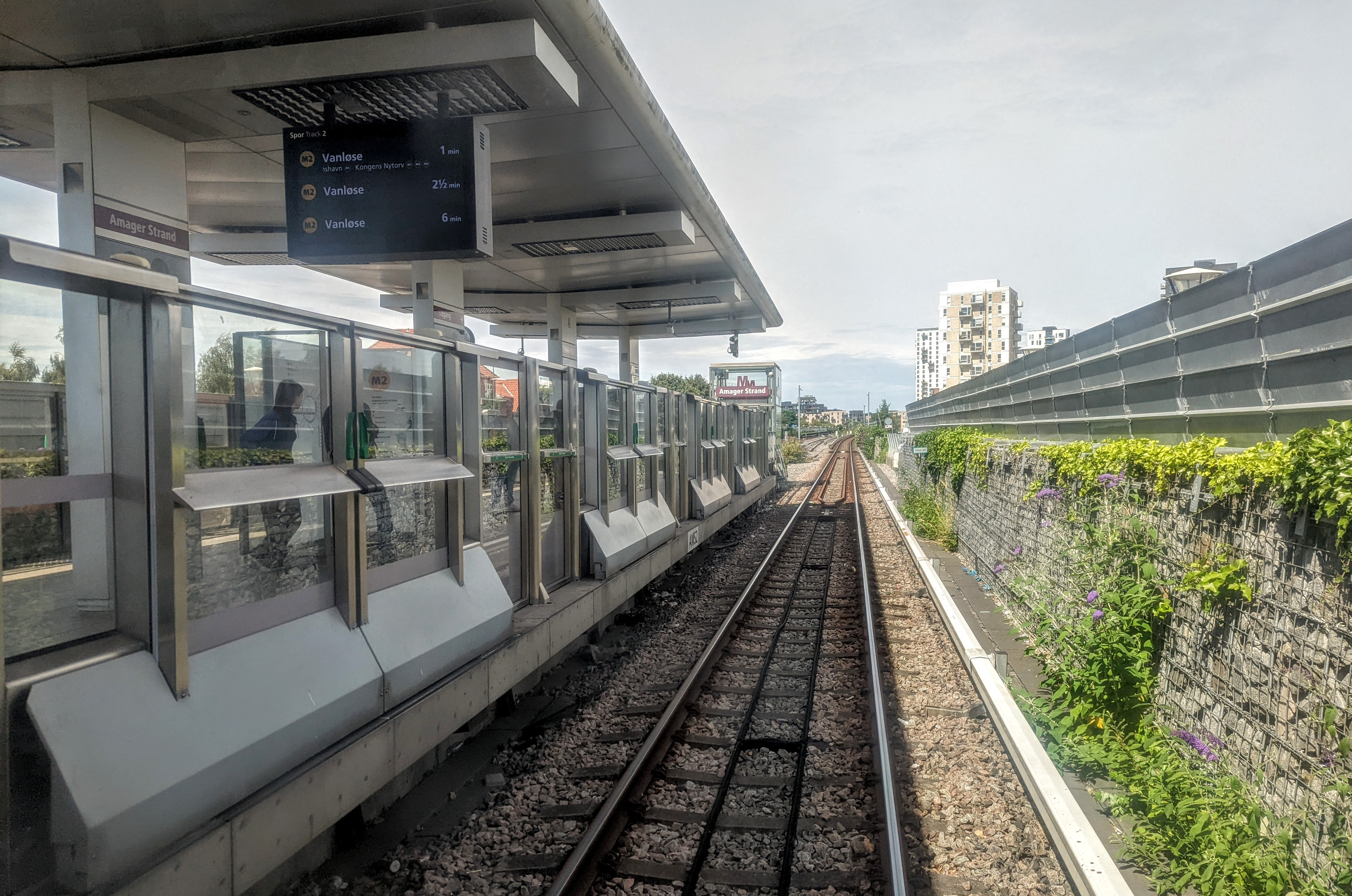
Het spoor naar het noorden met perronhekken in 2022.

## Ligging en inrichting
Het eilandperron voor de metro ligt op maaiveldniveau tussen de geluidsschermen langs de metrolijn. Het perron is toegankelijk met een vaste trap en een lift vanuit de voetgangers en fietstunnel. Aan de zuidkant van het station ligt, ongeveer ter hoogte van de vroegere halte Engvej, een tunneltje onder het spoor. Aan de noordkant ligt tussen de doorgaande sporen een keerspoor dat vanaf de stadszijde bereden kan worden. 
Vanløse  · Flintholm  · Lindevang · Fasanvej · Frederiksberg · Forum · Nørreport   · Kongens Nytorv · Christianshavn · Amagerbro · Lergravsparken · Øresund · Amager Strand · Femøren · Kastrup · Københavns Lufthavn 